# Политический скандал вокруг разговора Трампа и Зеленского
Политический скандал в США по поводу телефонного разговора между президентом США Дональдом Трампом и президентом Украины Владимиром Зеленским, разразившийся в сентябре 2019 года, связан с обвинениями президента Трампа в злоупотреблении властью с целью получения компрометирующих материалов против основного потенциального оппонента на предстоящих президентских выборах 2020 года — представителя Демократической партии Джо Байдена, бывшего вице-президента США, в обмен на оказание Украине финансовой и военной помощи. В американской прессе скандал получил название «Украинагейт» (отсылка на Уотергейтский скандал).
В сентябре 2019 года в американской прессе появились публикации, согласно которым президент США Дональд Трамп и его личный адвокат Руди Джулиани в период с мая по август оказывали давление на новоизбранного президента Украины Владимира Зеленского, пытаясь убедить его возобновить расследование деятельности Хантера Байдена — сына Джо Байдена — в частности, 25 июля между Трампом и Зеленским состоялся телефонный разговор, в ходе которого Трамп лично попросил Зеленского посодействовать расследованию коррупционных связей семьи Байденов и передать полученные результаты его представителям.
Об оказываемом давлении на украинские власти стало известно благодаря рапорту информатора — анонимного сотрудника разведывательного сообщества США, получившего доступ к этой информации. Директор национальной разведки попытался утаить этот факт от Конгресса, хотя по действующему законодательству рапорт следовало направить на рассмотрение в комитеты по разведке Палаты представителей и Сената.
На основании полученной информации спикер Палаты представителей Нэнси Пелоси 24 сентября 2019 года инициировала расследование, предваряющее объявление импичмента Трампу.
31 октября Палата представителей Конгресса США приняла резолюцию об официальном начале процедуры импичмента президента Трампа.
15 ноября во время публичных слушаний в рамках процедуры импичмента Трампа Белый дом опубликовал меморандум первого разговора президента США Дональда Трампа и президента Украины Владимира Зеленского, состоявшегося в апреле после победы Зеленского на выборах.
5 февраля 2020 года по завершении рассмотрения предъявленных обвинений в Сенате Трамп был полностью оправдан.

## Предыстория

### Дело Байдена
США поддержали украинскую оппозицию, пришедшую к власти в феврале 2014 года, и встали на сторону Украины в ходе аннексии Крыма.
Отношения с Украиной в администрации Барака Обамы курировал вице-президент Джо Байден. В частности, в ходе своего визита в Киев 22 апреля 2014 года он призвал украинские власти «… уменьшить свою зависимость от России в поставках природного газа» и предложил техническое содействие США для увеличения добычи природного газа на Украине.
В апреле 2014 года сын Байдена юрист Хантер вошёл в совет директоров украинской энергетической фирмы Burisma Holdings — крупнейшей негосударственной компании, занимавшейся добычей природного газа на Украине. За свои услуги, как утверждается, он получал до 50 тысяч долларов в месяц.
В отношении владельца компании Burisma Николая Злочевского ещё в 2012 году, при президенте Януковиче, генеральная прокуратура Украины начала расследование в связи с обвинениями в отмывании денег, уклонении от уплаты налогов и коррупции.
В ходе расследования, проводившегося в Великобритании в 2014 году, британские власти заморозили в Великобритании активы Злочевского, однако расследование было закрыто из-за отсутствия доказательств.
В 2015 году Виктор Шокин, назначенный новым генеральным прокурором Украины, продолжил доставшееся ему по наследству расследование.
В администрации Обамы, однако, заявляли о своей обеспокоенности тем, что Шокин в недостаточной мере борется с коррупцией на Украине, защищает политическую элиту, что «препятствует усилиям по борьбе с коррупцией».
По словам Шокина, администрация США стала препятствовать его расследованию в отношении Burisma Holdings. Сначала летом 2015 года американский посол на Украине Джеффри Пайетт намекнул, что расследование должно вестись в «белых перчатках» (прокурор интерпретировал это как указание ничего не делать). Затем весной 2016 года вице-президент Джо Байден, по его собственным словам, потребовал от президента Петра Порошенко немедленного увольнения Шокина, иначе Украине не будут предоставлены кредитные гарантии на 1 млрд долларов. Шокин был отправлен на пенсию и позже высказал версию о том, что причиной его отставки стало расследование возможных злоупотреблений компании Burisma и арест активов Burisma. И хотя именно Байден объявил об условии увольнения Шокина, на его отставке настаивали представители ЕС и США, а также Всемирный банк и Международный валютный фонд.
Сменивший Шокина Юрий Луценко передал дело в созданное при поддержке США Национальное антикоррупционное бюро Украины, где оно постепенно развалилось. Через год Луценко объявил, что все судебные разбирательства и находящиеся на рассмотрении обвинения против Злочевского «полностью закрыты». В мае 2019 года Луценко заявлял, что никаких доказательств неправомерных действий со стороны Хантера Байдена не было обнаружено, но сам Луценко, по его словам, якобы собирался предоставить генеральному прокурору США Уильяму Барру информацию о выплатах членам совета директоров Burisma, чтобы американские власти могли проверить, включал ли Хантер Байден эти выплаты в свою налоговую декларацию.
Совместное расследование двух комитетов из республиканцев, опубликованное в сентябре 2020 года, не выявило правонарушений со стороны Байдена. Специально созданный по этому поводу Комитет Палаты представителей США по делу семьи Байденов также не смог обнаружить доказательств преступлений. Как отмечают американские СМИ, нет никаких доказательств того, что действия Джо Байдена в отношении Украины имели целью защитить компанию Burisma, в совет директоров которой входил его сын, хотя и Дональд Трамп, и его личный адвокат Руди Джулиани высказывают такие предположения.

### Дело Пола Манафорта
В августе 2016 года, за два с половиной месяца до президентских выборов в США, политтехнолог Пол Манафорт, руководитель предвыборного штаба Дональда Трампа, заявил о своей отставке. В Киеве большинство комментаторов связали эту отставку с медиа-скандалом на Украине вокруг так называемой «чёрной бухгалтерии» Партии регионов (ПР): Национальное антикоррупционное бюро (НАБУ) выложило в интернет сканированные копии неких ведомостей из «амбарной книги» Партии регионов, в которых фигурировало имя Пола Манафорта. По данным НАБУ, оно не располагало прямыми доказательствами того, что Манафорт получал деньги от ПР, но его имя упоминалось как минимум 22 раза за период с 2007 по 2012 год, а общая сумма полученных средств превысила 12,7 миллиона долларов. Сам Манафорт опроверг получение каких-либо платежей, но был вынужден покинуть свой пост. К публикации компромата были причастны нардеп от БПП Сергей Лещенко, сотрудничавший с изданием «Украинская правда», получающим поддержку посольства США, а также Артём Сытник, директор НАБУ. Компрометирующие материалы Лещенко получил от первого заместителя главы СБУ Виктора Трепака, а тот, — как предполагают, от представителя ФБР на Украине Карин Гринавей. Содействовали этой передаче, как утверждается, ставленники администрации Обамы: посол США на Украине Джеффри Пайетт, его первый заместитель Джордж Кент и сменившая Пайетта Мари Йованович, которая сама не участвовала в передаче компромата, но была в курсе этого и не проинформировала своё руководство.

### Первые контакты с представителями Владимира Зеленского
После победы на украинских президентских выборах Владимира Зеленского личный адвокат Трампа Руди Джулиани развернул активность с целью убедить новые украинские власти в необходимости провести расследование в отношении Burisma, а также проверить, не было ли допущено нарушений в расследовании деятельности Пола Манафорта на Украине. Он утверждал, что такие расследования будут полезны для его клиента, Дональда Трампа, и что Трамп полностью поддерживает усилия Джулиани в этой связи. Джулиани заявлял, что у него имеются показания пяти украинских должностных лиц о том, что в январе 2016 года они получили от администрации Обамы указания «нарыть грязь на Трампа и Манафорта».
10 мая Джулиани, однако, отменил запланированную поездку на Украину, где он намеревался убедить избранного президента Зеленского провести расследование в отношении Хантера Байдена, а также выяснить, не вступали ли представители Демократической партии США в сговор с предыдущими властями Украины с целью раскрытия информации, имеющей отношение к Полу Манафорту.
Джулиани заявил, что отказался от планов встретиться в Киеве с Зеленским — по его словам, он опасается, что Зеленский «будет в буквальном смысле окружён врагами президента США». В интервью Fox News Джулиани сказал: «Исходя из того, что я услышал сегодня вечером от двух очень надёжных людей, президент [Зеленский] окружён людьми, которые являются врагами президента [Трампа] и людьми, которые — по крайней мере, в одном случае,— явно коррумпированы».
15 мая в интервью украинскому телеканалу «Интер» Рудольф Джулиани заявил, что Владимир Зеленский окружён людьми, выступавшими против избрания Дональда Трампа президентом США, и ему стоило бы от них избавиться. По словам Джулиани, у некоторых ключевых советников Зеленского есть «история нечестного отношения к президенту США» — в частности, один из них незаконно содействовал предвыборной кампании Хиллари Клинтон (имелся в виду Сергей Лещенко, через которого в СМИ попали компрометирующие материалы на Пола Манафорта). Джулиани высказал мнение, что люди, о которых он говорит, настроены и дальше создавать проблемы для Трампа. По его словам, Зеленскому необходимо организовать расследование сговора, в котором участвовали украинские чиновники, члены Демократической партии США и американское посольство на Украине, и удалить тех своих приближённых, кто участвовал в нанёсшем вред кампании Трампа «коррупционном обмене информации». На вопрос о том, кто именно представляет угрозу для украинского лидера, Джулиани ответил: «Я говорю о тех, кто связан с Игорем Коломойским и Геннадием Боголюбовым».
20 мая Госдепартамент отозвал из Киева посла Мари Йованович, как минимум за три месяца до окончания её трёхлетнего дипломатического срока. В тот период в Госдепартаменте и Белом доме её отзыв с должности не комментировали. Как сообщила 3 октября газета The Wall Street Journal, Йованович была отозвана после того, как Трампу пожаловались, что она препятствует попыткам убедить Киев провести расследование в отношении Джо Байдена и его сына Хантера. Кроме того, Йованович якобы нелестно отзывалась о самом Трампе. Рудольф Джулиани утверждал, что причиной отставки стало участие Йованович во вмешательстве украинских политиков в американские выборы 2016 года на стороне демократов.
В августе стало известно о переговорах между Джулиани и помощником Зеленского Андреем Ермаком. По сообщению «The New York Times», стороны обсудили два расследования, представляющие интерес для Дональда Трампа с точки зрения приближающейся президентской кампании 2020 года: расследование попыток украинских чиновников во время президентских выборов 2016 года в США нанести ущерб кампании Дональда Трампа и расследование деятельности бывшего вице-президента Джо Байдена на Украине и выплат, которые его сын получал от украинской компании Burisma.
29 августа стало известно, что президент США Дональд Трамп отдал распоряжение проверить расходы на военную помощь Украине, чтобы убедиться в том, что деньги расходуются наилучшим образом с точки зрения интересов США (это распоряжение было отдано ещё 18 июля, до разговора Трампа с Зеленским). Часть средств, выделенных на эти цели в 2019 году, была временно заморожена.
В итоге, однако, Администрация президента США приняла решение разблокировать средства, выделяемые на военные нужды Украины. В посольстве Украины в США приветствовали это решение и пояснили, что речь идёт о 250 млн из бюджета Пентагона в рамках программы «Инициатива по помощи Украине в области безопасности», 115 млн в рамках программы Госдепартамента «Международное военное финансирование» из бюджета 2019 года, а также 26,5 млн долларов из этой же программы из бюджета 2018 года — всего 391,5 млн долларов. При этом Трамп призвал страны Европы выделять больше денег на поддержку Украины и предупредил о том, что Вашингтон может приостановить выделение денег, в случае если страны Европы не увеличат свои расходы.
Как утверждала 3 октября газета The New York Times, в августе 2019 года два высокопоставленных американских дипломата — посол США в Евросоюзе Гордон Сондланд и бывший специальный представитель США по Украине Курт Волкер — готовили проект заявления для Владимира Зеленского о приверженности Украины проведению расследования в отношении компании Burisma. Работа над проектом началась через несколько недель после состоявшегося 25 июля телефонного разговора Зеленского и Трампа. Об этом знал личный адвокат Трампа Рудольф Джулиани, а также Ермак, помощник Зеленского. При этом неясно, был ли ознакомлен с проектом сам президент Украины. В проекте также шла речь о расследовании предполагаемого вмешательства Украины в президентские выборы в США в 2016 году в пользу кандидата от Демократической партии Хиллари Клинтон.

## Рапорт информатора и конфликт между исполнительной и законодательной властью США
12 августа 2019 года неназванный сотрудник разведки в соответствии с положениями Закона о защите информаторов в Разведывательном сообществе (ICWPA) подал рапорт на имя Майкла Аткинсона, Генерального инспектора разведывательного сообщества (ICIG). Сочтя этот рапорт «заслуживающим доверия» и «требующим срочной реакции» (согласно определению ICWPA), 26 августа Аткинсон передал его исполняющему обязанности директора Национальной разведки (DNI) Джозефу Магуайру. В соответствии с ICWPA, директор Национальной разведки обязан в течение семи дней передать полученный рапорт в комитеты по разведке Сената и Палаты представителей. Магуайр, однако, не сделал этого в установленные сроки (до 2 сентября), и 9 сентября Аткинсон проинформировал нескольких конгрессменов о существовании рапорта.
10 сентября председатель комитета по разведке Палаты представителей Адам Шифф обратился к Магуайру с вопросом, почему он не передал полученный рапорт в Конгресс. По словам Шиффа, Магуайр заявил, что он получил указание от «высшего руководства» придержать этот документ, потому что речь в нём идёт о «вопросах привилегированных коммуникаций» — кроме того, «рапорт касается действий лиц, не имеющих отношения к разведывательному сообществу». Исходя из этого, Белый дом и министерство юстиции сообщили Магуайру, что рапорт не подпадает под действие ICWPA и, следовательно, должен быть отклонён.
13 сентября Шифф официально вызвал Магуайра в комитет по разведке Палаты представителей, и Магуайр согласился дать показания 26 сентября. Газета The Washington Post сообщила, что Магуайр угрожал уйти в отставку, если Белый дом попытается заблокировать его показания, хотя Магуайр позже отрицал, что он думал об отставке.
18 сентября газета Washington Post раскрыла историю с рапортом информатора, сообщив, что он имеет отношение к некоему «обещанию», которое дал Трамп при общении с неназванным иностранным лидером. Согласно информации Белого дома, за указанный период Трамп связывался или общался с пятью руководителями иностранных государств. 19 сентября на плановом закрытом слушании в комитете по разведке Палаты представителей Аткинсон сообщил, что рапорт касается серии событий и что он не согласен с мнением, что этот рапорт не подпадает под действие ICWPA, но отказался сообщить подробности. 19 сентября The Washington Post сообщила, что рапорт имеет отношение к Украине.
20 сентября в ряде американских СМИ появились утечки, согласно которым в ходе телефонного разговора с президентом Украины Владимиром Зеленским, состоявшегося 25 июля, Дональд Трамп потребовал от него начать расследование деятельности на Украине Хантера Байдена — сына бывшего вице-президента США и возможного конкурента Трампа на президентских выборах 2020 года Джо Байдена. По мнению Трампа, Хантер Байден, в 2014—2019 годах входивший в совет директоров компании Burisma (владеющей лицензиями на разработку газовых месторождений Украины), мог быть причастен к коррупционным схемам.
Джо Байден обвинил Дональда Трампа в давлении на Владимира Зеленского для получения компромата на его сына, который входил в состав правления холдинга Burisma, с целью использования полученной информации в предвыборной гонке. Призвав Конгресс США в кратчайшие сроки завершить расследование контактов Трампа и Зеленского, Джо Байден допустил возможность объявления импичмента Трампу, а сам Трамп назвал это началом новой «охоты на ведьм».
22 сентября Трамп подтвердил, что обсуждал с Зеленским деятельность бывшего вице-президента США Джо Байдена и сказал ему: «Мы не хотим, чтобы наши люди, такие как вице-президент Байден и его сын, создавали коррупцию уже на Украине».
22 сентября спикер Палаты представителей Нэнси Пелоси заявила, что, если администрация продолжит отказывать в передаче Конгрессу рапорта информатора, «они войдут в серьёзную новую главу беззакония, которая приведёт нас к совершенно новому этапу расследования». Председатель комитета по разведке Палаты представителей Адам Шифф, признав, что ранее он «очень неохотно» относился к инициированию процедуры импичмента против Трампа, сказал: «Мы вполне могли бы пересечь Рубикон здесь». В интервью CNN Шифф заявил, что если давление президента США Дональда Трампа на украинского лидера будет доказано, то импичмент будет единственным возможным исходом. Подавляющее большинство конгрессменов-республиканцев не комментировали этот вопрос, за исключением видных сенаторов Линдси Грэма и Митта Ромни, которые предложили Трампу объяснить свои действия, чтобы разрешить ситуацию.
24 сентября комитеты по разведке Сената и Палаты представителей заявили, что адвокат информатора связался с комитетами для дачи показаний.
24 сентября спикер Палаты представителей Нэнси Пелоси инициировала расследование по вопросу об импичменте против Трампа. В тот же день Сенат также принял резолюцию с требованием немедленно передать рапорт информатора в Комитет по разведке Сената.
Тогда же, 24 сентября, Трамп сказал, что он дал указание передать рапорт информатора в Конгресс.
25 сентября члены и сотрудники комитетов по разведке Сената и Палаты представителей получили возможность ознакомиться с документом. Сенатор-республиканец Бен Сасс назвал его содержание «действительно тревожащим», а сенатор-республиканец Митт Ромни назвал его «крайне тревожащим».
26 сентября рапорт информатора был обнародован.
После обнародования стенограммы беседы президентов Трампа и Зеленского, Минюст США распространил заявление о том, что формальные основания для обвинения Дональда Трампа в «нарушении честности выборов» отсутствуют: «Управление по уголовным делам министерства изучило официальную запись беседы и пришло к выводу, опираясь на факты и соответствующее законодательство, что не было нарушения норм финансирования избирательных кампаний. Все уполномоченные отделы министерства согласились с этим юридическим заключением, и министерство закрыло вопрос».
Газета Нью-Йорк Таймс после того, как рапорт был передан в Конгресс, сообщила, что речь идёт не только о самом содержании разговора Трампа и Зеленского, но и о повышенном уровне секретности, который был установлен Белым домом для его стенограммы. Газета также сообщила, что податель рапорта назвал ряд должностных лиц Белого дома, которые имели доступ к расшифровке разговора. По мнению генерального инспектора Аткинсона, действия Трампа, возможно, представляли угрозу национальной безопасности.
27 сентября Палата представителей большинством голосов (222 — «за», 184 — «против») отвергла предложенную республиканским меньшинством резолюцию, предлагавшую прекратить расследование по вопросу об импичменте Трампа.
27 сентября телеканал CNN сообщил, что Курт Волкер подал в отставку с поста спецпредставителя Госдепартамента США по Украине. Отставка произошла на следующий день после публикации текста рапорта анонимного сотрудника американских спецслужб относительно действий президента США Дональда Трампа в связи с его звонком президенту Украины Владимиру Зеленскому, состоявшимся 25 июля. Информатор утверждал, что именно Волкер помог устроить встречу Руди Джулиани с представителями Зеленского. Кроме того, в рапорте говорилось, что после телефонного разговора президентов США и Украины Волкер прибыл в Киев с указаниями от Белого дома. По данным информатора, Курт Волкер отправился в Киев 26 июля — на следующий день после телефонного разговора Трампа с Зеленским. Там он вместе с Гордоном Сондландом, послом США в ЕС, якобы консультировал украинские власти, как следует интерпретировать просьбы американского президента.
6 октября адвокат Марк Зайд сообщил телеканалу ABC News, что ещё один сотрудник разведслужб США подал жалобу на содержание телефонной беседы Дональда Трампа с Владимиром Зеленским. По словам Зайда, который представляет интересы обоих информаторов, у второго информатора есть конкретные данные о состоявшемся телефонном разговоре двух президентов. Его уже принял генеральный инспектор разведывательного сообщества США Майкл Аткинсон.

### Личность информатора
30 октября имя информатора обнародовал в издании RealClearInvestigations журналист-расследователь Пол Сперри. По его данным, это сотрудник ЦРУ Эрик Чарамелла — зарегистрированный член Демократической партии, эксперт по Украине, работавший с вице-президентом США Джо Байденом и Джоном Бреннаном. После прихода к власти Дональда Трампа он ещё некоторое время работал в Совете национальной безопасности, но позднее был направлен обратно в ЦРУ. Известно, что Чарамелла, работая в СНБ, неоднократно передавал журналистам служебную информацию.

## Телефонный разговор между Трампом и Зеленским
За несколько дней до июльского звонка Трампа Зеленскому Джулиани говорил по телефону с помощником Зеленского Андреем Ермаком о расследовании в отношении Байдена, а также о предполагаемой встрече в Белом доме между Зеленским и Трампом.
По словам Сергея Лещенко, Трамп был готов говорить с Зеленским по телефону только при условии, что они обсудят возможность расследования деятельности семьи Байдена.
Как сообщила 30 сентября газета The Wall Street Journal, 25 июля госсекретарь США Майк Помпео также принимал участие в телефонном разговоре Трампа и Зеленского.
Через несколько дней после звонка Трампа Джулиани встретился с Ермаком в Мадриде. 23 сентября Джулиани заявил, что Государственный департамент поручил ему переговорить с Ермаком. Госдепартамент, однако, заявлял 22 августа, что специальный представитель США по украинским вопросам Курт Волкер организовал эту встречу, но Джулиани действовал при этом как частное лицо и адвокат Трампа, хотя и проинформировал Госдепартамент о прошедшей встрече.
Представители американского посольства в Киеве неоднократно выражали обеспокоенность по поводу встреч Джулиани. Джулиани заявил, что он сказал Ермаку: «Ваша страна обязана нам и вашей стране выяснить, что на самом деле произошло». Ермак заявил, что ему неясно, представляет ли Джулиани Трампа, но Джулиани заявил, что это не так, и Белый дом передал вопросы о роли Джулиани в Государственный департамент, который не ответил. Появившись на телевидении 19 сентября, Джулиани сначала отрицал, что просил украинских чиновников расследовать дело Джо Байдена, но спустя несколько минут заявил: «Конечно, я это сделал».
25 сентября Белый дом опубликовал рассекреченную стенограмму телефонного разговора, состоявшегося 25 июля между Трампом и Зеленским. Во время разговора Трамп настаивал на расследовании против своих политических конкурентов, включая Джо Байдена, говоря: «Я хотел бы, чтобы генеральный прокурор США позвонил вам или вашим людям, и я хотел бы, чтобы вы докопались до сути». Трамп также представил своего личного адвоката Руди Джулиани в качестве основного контакта между США и Украиной, хотя Джулиани не занимает официального поста в правительстве США. Трамп трижды заявил, что попросит генерального прокурора Уильяма Барра и Джулиани позвонить Зеленскому и добавил: «Так что всё, что вы сможете сделать с генеральным прокурором, было бы полезно». В ответ Зеленский сказал, что его кандидат на пост главного прокурора Украины «рассмотрит ситуацию — в частности, компанию, которую вы упомянули». После того, как Зеленский дал это обещание, Трамп предложил встретиться с Зеленским в Белом доме. В ходе разговора Трамп также поддержал предположения, что почтовый сервер, которым пользовалась Хиллари Клинтон, находится на Украине. Он подверг критике европейских союзников США за то, что они оказывают недостаточно помощи Украине, и критически высказался о бывшем после США на Украине Мари Йованович, которую США отозвали из Киева.
В разговоре с Трампом от 25 июля Зеленский поблагодарил Трампа за «большую поддержку США в области обороны». Трамп в ответ попросил Зеленского «сделать нам одолжение» по вопросу о CrowdStrike — американской компании в сфере кибербезопасности, которая расследовала кибератаки против Национального комитета Демократической партии в 2015 и 2016 годах.
Сам Трамп в опубликованной стенограмме телефонной беседы не использовал слов «военная помощь», однако запись, сделанная Джулиани в Twitter 20 сентября, похоже, подтверждает предположение о наличии связи между приостановкой военной помощи и расследованием, которое он и Трамп хотели провести в Украине. Джулиани написал: «Реальность такова, что президент Соединенных Штатов, кем бы он ни был, имеет полное право сказать президенту другой страны, что вам лучше обуздать коррупцию в вашей стране, если вы хотите, чтобы я дал вам много денег. Если вы настолько чертовски коррумпированы, что не можете провести это расследование, — наши деньги будут просто растрачены».
Сам Трамп 23 сентября заявил журналистам: «Мы хотим убедиться, что страна является честной. Очень важно говорить о коррупции. Если вы не говорите о коррупции, зачем вам давать деньги? В страну, которую вы считаете коррумпированной?» Трамп позже пояснил: «Я не делал заявления типа „Вы должны это сделать, или я не собираюсь вам помогать“. Я бы этого не сделал. Я бы этого не сделал, и я не оказывал на них никакого давления. Я мог бы. Я думаю, что, вероятно, было бы нормально, если бы я это сделал. Но я этого не сделал. Я не оказывал на них никакого давления».
Говоря о поводе для приостановления помощи, Трамп проявляет непоследовательность. Сначала он заявлял, что причиной этого была «коррупция» на Украине и что в разговоре с Владимиром Зеленским он дал понять, что «мы не хотим, чтобы наши люди, такие как вице-президент Байден и его сын, [усиливали] коррупцию на Украине». Позже он изменил своё первоначальное заявление и сказал, что помощь была приостановлена из-за отсутствия помощи Украине со стороны европейских стран.
10 октября в ходе пресс-марафона Владимир Зеленский заявил, что в телефонном разговоре с Дональдом Трампом вопрос о возобновлении военной помощи не поднимался, тем более что о её приостановке Зеленский вообще не был в курсе и узнал о блокировании средств лишь позднее, от своего министра обороны. По словам Зеленского, он поднял этот вопрос на встрече с вице-президентом США Майком Пенсом в Варшаве в рамках участия в мемориальных мероприятиях, приуроченных к 80-й годовщине начала Второй мировой войны: «После нашей встречи Америка разблокировала и дополнительно предоставила 140 миллионов долларов. Так что шантажа не было, поскольку это не было предметом нашего разговора» [с президентом США]. Зеленский заявил, что в телефонном разговоре с Трампом упор делался на восстановлении интенсивного диалога Украины и США: «Я хотел мощной поддержки со стороны США, я действительно хотел встретиться, и не было никаких условий встречи — ни из-за „Бурисмы“, ни из-за оружия. Мы просто должны были наладить отношения, должна была состояться первая встреча».
11 ноября агентство AP со ссылкой на внутренние документы украинского правительства сообщило, что двум американским бизнесменам, связанным с министром энергетики США Риком Перри, удалось заключить невыгодный для Киева контракт в нефтегазовой сфере — это якобы произошло вскоре после того, как Перри в мае 2019 года посетил инаугурацию президента Владимира Зеленского и рекомендовал ему назначить одного из них — Майкла Блейзера (президента и гендиректора инвестиционной группы SigmaBleyzer) в качестве консультанта в энергетической сфере. Неделю спустя Блейзер и его партнёр Алекс Кранберг подали заявку на нефтегазовые проекты на Украине. В итоге совместное американо-украинское предприятие получило 50-летний контракт. Агентство утверждает, что Рик Перри мог оказывать значительное влияние на украинские власти — как следует из материалов расследования по импичменту Дональда Трампа, Перри был одним из трёх ключевых лиц, которые вели переговоры о встрече Трампа с Зеленским. Ранее агентство сообщало, что несколько бизнесменов, связанных с Дональдом Трампом и его адвокатом Руди Джулиани, пытались сменить руководство в украинской компании «Нафтогаз», но этот план якобы был сорван поражением Петра Порошенко на выборах.
11 ноября газета The New York Times со ссылкой на утверждения арестованного в США предпринимателя — иммигранта из СССР Льва Парнаса, считающегося близким к адвокату президента США Рудольфу Джулиани, сообщила, что Парнас требовал от Украины расследования в отношении Джозефа Байдена и его сына Хантера. По данным газеты, бизнесмен в мае 2019 года по указанию Джулиани связался с представителями Зеленского и потребовал от них начать расследование в отношении семьи Байдена, заявив, что в противном случае США перестанут помогать Украине, а вице-президент Майкл Пенс не приедет на инаугурацию Зеленского. Газета утверждала, что Парнас поддерживал связь с помощником Зеленского Сергеем Шефиром, который подтвердил информацию о встречах с Парнасом и его партнёром Игорем Фруманом, но заявил, что во время встречи помощь США Украине не обсуждалась. По словам Шефира, он не считал Фрумана и Парнаса официальными представителями США, но сообщил Зеленскому о встрече.

## Импичмент Дональда Трампа
24 сентября спикер Палаты представителей Нэнси Пелоси инициировала расследование, предваряющее процедуру импичмента президента Трампа.
В ходе расследования показания в Конгрессе дали бывший посол США в Киеве Мари Йованович, бывший спецпредставитель США по Украине Курт Волкер, заместитель помощника госсекретаря Джордж Кент и другие.
Волкер, в частности, заявил, что советовал украинским властям не пытаться оказывать влияние на внутриамериканскую политику. Он также утверждал, что ни Трамп, ни кто-либо другой из американской администрации не оказывали на него давление с целью начать на Украине расследование в отношении бывшего вице-президента США Джо Байдена и его сына Хантера. Волкер подтвердил, что летом помог договориться о личной встрече Рудольфа Джулиани с Андреем Ермаком, помощником Зеленского. Курт Волкер тогда якобы предупредил Джулиани, чтобы тот не слишком доверял генеральному прокурору Украины Юрию Луценко, назначенному президентом Порошенко. В августе Луценко ушёл в отставку, а позднее рассказал, что Джулиани неоднократно просил его начать расследование в отношении Байденов, но получал отказ. Волкер назвал «странным» решение американской администрации заморозить 250 млн долларов, выделенных на военную помощь Украине. Деньги замораживались на время проверки, которую инициировал Дональд Трамп. Волкер утверждал, что ему не объясняли, с чем была связана задержка с оказанием помощи. Сам Трамп говорил, что начал проверку из-за опасений по поводу «ненадлежащего использования средств». В сентябре США восстановили военную помощь Украине, но Трамп не исключил того, что финансирование вновь может быть блокировано. Во время слушаний в Конгрессе Курт Волкер заявил, что Трамп считал Украину коррумпированной страной с «ужасными людьми».
Гордон Сондленд, посол США при Евросоюзе, признал, что адвокат президента Руди Джулиани требовал от Киева проведения расследования в отношении бывшего вице-президента Джо Байдена. Сондленд выразил разочарование тем, что президент Трамп привлёк Джулиани к работе с украинским руководством, и признал, что миссия Джулиани вышла за рамки «укрепления американо-украинских отношений» и «решения стратегических задач внешней политики США в регионе». Ранее Курт Волкер сообщил Конгрессу, что Сондленд играл роль посредника между украинским руководством и Руди Джулиани и знал о служебной переписке, в которой обсуждалась возможность задержки военной помощи Украине для ускорения расследования против Джо Байдена.
Временный поверенный в делах США на Украине Билл Тейлор заявил, что Вашингтон оказывал давление на Киев в вопросе предоставления помощи. По его словам, Белый дом угрожал отозвать военную помощь, если Украина не объявит о проведении расследования в отношении Байдена. Сам Тейлор заявил, что якобы неоднократно выражал своё недоумение по этому поводу.
31 октября Палата представителей Конгресса США приняла резолюцию об официальном начале процедуры импичмента президента Трампа.
15 ноября во время публичных слушаний в рамках процедуры импичмента Трампа Белый дом опубликовал меморандум первого разговора президента США Дональда Трампа и президента Украины Владимира Зеленского, состоявшегося в апреле после победы Зеленского на выборах. В распространённом сообщении отмечено, что этот текст не является дословным транскриптом беседы — он лишь отображает записи и воспоминания сотрудников из оперативного штаба Белого дома и сотрудников СНБ, которым было необходимо слушать и сохранять содержание разговора в письменной форме.
31 октября Палата представителей Конгресса США приняла резолюцию об официальном начале процедуры импичмента президента Трампа.
18 декабря Палата представителей провела финальные дебаты по импичменту, поставив на голосование две статьи обвинений против президента США Дональда Трампа — «злоупотребление властью» и «препятствование расследованию Конгресса». Обе статьи были утверждены, таким образом главе государства был объявлен импичмент.
В январе 2020 года статьи обвинения были переданы в Сенат. 5 февраля по завершении рассмотрения предъявленных обвинений в Сенате Трамп был оправдан по обеим статьям.

## Независимые оценки
Журнал «The Economist» в своём комментарии в отношении прошедшей в США первой фазы слушаний по вопросу об импичменте Трампа высказывает мнение, основываясь на показаниях ряда американских дипломатов, что корни дела об импичменте президента Трампа следует искать в борьбе американской дипломатии против коррупции, процветающей в ряде государств Восточной и Центральной Европы (в статье упоминаются Украина, Венгрия, Болгария, Румыния, Молдавия). По словам заместителя помощника госсекретаря США по делам Европы и Евразии Дж. Кента, в Госдепартаменте США рассматривают коррупцию не только как угрозу правам человека на Украине, но и как важный инструмент российского влияния. При администрации Обамы главную роль по борьбе с коррупцией в странах Восточной Европы играл вице-президент Байден. Попытки американских представителей бороться с коррупцией на Украине вызвали ответную реакцию: так, бывший посол Мари Йованович показала на слушаниях в Конгрессе, что её увольнение в мае 2019 года было вызвано интригами со стороны некоторых украинских олигархов. Сменивший её в Киеве Билл Тейлор заявил, что с приходом Трампа к власти официальный канал формирования политики в отношении Украины (Госдепартамент) был вытеснен неформальным каналом, в котором главную роль играли люди, лично связанные с президентом Трампом (такие, как его адвокат Руди Джулиани).

## Комментарии вовлечённых лиц

### Президент Трамп
В своих первоначальных комментариях журналистам 20 сентября Трамп назвал происходящее «ещё одной политической хакерской работой». Трамп также сказал: «Кто-то должен проанализировать заявление Джо Байдена, потому что это позор, когда он говорил о миллиардах долларов, которые он не даст некой стране, пока не будет снят некий прокурор. Кто-то должен разобраться в этом». СМИ на самом деле уже писали об этом, но не нашли никаких доказательств неправомерных действий.
23 сентября Трамп заявил: «Если республиканцы когда-либо сделают то, что сделал Джо Байден, если республиканцы когда-либо скажут то, что сказал Джо Байден, они тут же отправятся на электрический стул».
25 сентября во время встречи в Нью-Йорке с Владимиром Зеленским Трамп сказал: «Я хочу, чтобы [Зеленский] сделал всё, что в его силах. Сын Байдена уехал из Украины с миллионами и миллионами долларов. Я думаю, что это ужасно». Трамп при этом отрицал наличие прямой связи между американской военной помощью и требованиями расследовать коррупцию в Burisma Holdings.
28 сентября Трамп опубликовал в Twitter видеообращение, в котором назвал действия Демократической партии, которая пытается объявить ему импичмент, огромным обманом. Трамп заявил, что его политические оппоненты пытаются его остановить, потому что он борется за американцев, и пообещал, что не позволит этому случиться: «То, что происходит сейчас, это огромный обман в истории американской политики. Демократы хотят отобрать ваше оружие, ваше здравоохранение, ваши голоса, вашу свободу, ваших судей. Они хотят забрать всё. Мы никогда не позволим этому случиться».
1 октября Трамп в Twitter сравнил действия законодателей, предваряющие процедуру импичмента, с переворотом: «Я получаю всё больше информации каждый день и прихожу к выводу, что происходящее не импичмент, а ПЕРЕВОРОТ, направленный против народа, выборов, свобод, второй поправки, религии, военных, стены».
3 октября Трамп заявил журналистам, что и Украина, и Китай должны провести расследование в отношении Джо Байдена и его сына Хантера, которые могут быть причастны к коррупционным схемам в этих странах.
6 октября Трамп в своём Twitter обвинил Нэнси Пелоси в государственной измене, поскольку, по его мнению, она была в курсе «лжи и подтасовок» председателя комитета по разведки Палаты представителей Адама Шиффа, которого Трамп ранее резко критиковал и даже призывал арестовать в связи с искажением с его стороны содержания телефонного разговора Трампа с Зеленским: «Я предполагаю, это означает, что они вместе со всеми, кто злобно сговаривался с ними, должны быть немедленно привлечены к ответственности».

### Украина
20 сентября глава Государственного бюро расследований Украины Роман Труба заявил The Daily Beast, что его ведомство не расследовало связь между Байденом и Burisma и там не было никаких признаков незаконности.
25 сентября на вопрос, оказывал ли Трамп давление на него, президент Украины Владимир Зеленский заявил журналистам: «У нас был, я думаю, хороший телефонный разговор. Это было нормально. Мы говорили о многих вещах. Так что, я думаю, и вы читали это, что никто не давил на меня». Ранее министр иностранных дел Украины Вадим Пристайко заявлял: «Я знаю, о чём был разговор, и думаю, что никакого давления не было. Этот разговор был долгим, дружеским и затрагивал многие вопросы, иногда требуя серьёзных ответов».
4 октября генеральный прокурор Украины Руслан Рябошапка сообщил, что Генеральная прокуратура Украины пересматривает около 15 дел, касающихся газовой компании Burisma, включая эпизод, в котором фигурирует Хантер Байден. Пересмотр проводится в отношении «всех резонансных дел, которые были закрыты или рассмотрены предыдущим составом органов прокуратуры» — в первую очередь, дел, в которых фигурировали высокопоставленные должностные лица. Рябошапка заявил, что на него не оказывалось давление ни в одном уголовном производстве, включая дело Burisma. В ответ на вопрос о том, располагает ли он свидетельствами правонарушений со стороны Хантера Байдена, прокурор сказал, что у него нет такой информации.
Национальное антикоррупционное бюро Украины (НАБУ) сообщило, что расследует уголовное дело о неправомерных действиях чиновников Минэкологии Украины при выдаче специальных разрешений на пользование недрами предприятиям, учредителем которых является Burisma Limited, однако эти события относятся к периоду 2010—2012 годов и не охватывают 2014 год, когда в составе правления компании Burisma появился Хантер Байден. «Изменения, произошедшие в составе правления компании Burisma Limited, которые сейчас стали объектом внимания международного сообщества, произошли только в мае 2014 года, поэтому не являются и никогда не были предметом расследования НАБУ»,— говорится в сообщении. Главным фигурантом дела является Николай Злочевский, министр экологии в украинском правительстве при Януковиче.
Владимир Зеленский в интервью агентству Kyodo, выдержки из которого были опубликованы 6 октября, вновь опроверг информацию о том, что Трамп оказывал на него давление и что для их встречи на высшем уровне Киев якобы должен был выполнить определённые условия — в частности, провести расследование в отношении деятельности Хантера Байдена. Зеленский также подчеркнул, что в рамках действующей Конституции Украины у него нет полномочий инициировать какие-либо расследования.